# Волоконная линза
Волоконная линза  — линза, сформированная на торце оптоволокна с тем, чтобы уменьшить диаметр модового поля, через которое в волокно (или из него) проходит свет. Оптоволокно с такой линзой называется линзованным волокном (от англ. lensed fiber).
Волоконные линзы необходимы для присоединения одномодовых волокон к интегральным оптическим схемам в условиях, когда диаметр распространяющейся моды оптического излучения составляет около 7 мкм (при длине волны λ = 1,55 мкм) и превышает диаметр моды в волноводе интегральной схемы в 3—40 раз (из-за такой разницы на стыке возникали бы оптические потери сигнала и засветка соседних волноводов в кристалле).
Подобно обычной линзе, волоконная линза фокусирует оптическое излучение. Поскольку между линзой и оптоволокном нет границы (оптическое волокно и волоконная линза изготовлены из материалов с одинаковыми или схожими показателями преломления), то оптический сигнал без потерь входит в линзованное волокно (или выходит из него), при этом диаметр модового поля уменьшается. С уменьшением диаметра модового поля связан и основной недостаток линзованного волокна — его чувствительность к точности выравнивания: даже небольшой сдвиг между осями волокна и волновода может привести к большим оптическим потерям. Другим недостатком является необходимость размещения волоконной линзы очень близко от сопрягаемой системы (из-за малого фокусного расстояния), что может привести, например, к повреждению поверхности лазерного диода при сборке.
Применяется три основных способа производства волоконных линз:
- термический метод — основан на нагреве (лазерным оплавлением, электродуговым оплавлением и оплавление с помощью электронагревательных элементов) оптического волокна с последующим растяжением волокна;
- метод химического травления — погружение волокна, покрытого слоем органического растворителя в плавиковую кислоту;
- метод полировки — с использованием принципа контролируемого послойного снятия материала с внешней поверхности оптического волокна в результате механического воздействия вращающегося полировального диска.

Кроме применения с волноводами малого диаметра на вводах и выводах из интегральных схем, волоконные линзы для оптимизации ввода излучения из лазерных диодов (LED, PUMP, DFB, DBR), SLD диодов в оптические волокна, для фокусирования оптического излучения из волокон в активную область фотодиодов, в качестве зондов в оптической ближнепольной микроскопии, как чувствительные элементы волоконно-оптических датчиков.

## Классификация, характеристики
Волоконные линзы можно классифицировать в зависимости от их зоны применения:
- линзы с конусными линзами — используются для ввода излучения в волноводы малого диаметра;
- клиновидные линзы — отклоняют направление оптического излучения;
- полусферические линзы — снижают обратные отражения;
- шаровые линзы — фокусируют излучение.

В качестве основных характеристик линзованных оптических волок используются:
- диаметр поля моды (от 2,5 мкм до 7,0 мкм)
- фокусное расстояние (от 4 мкм до 20 мкм)
- радиус кривизны линзы (от 7 мкм до 30 мкм)